# ФК Морнар Сплит
НК Морнар Сплит био је фудбалски клуб из Сплита. Основан је као фудбалска секција Спортског друштва „Југословенске ратне морнарице“, након што је челништво Хајдука предвођено Франом Матошићем одбило предлог тадашњег државног вођства да - када већ не желе бити војни клуб са именом Партизан - буду морнарички клуб. Наступао је само неколико првенстава крајем 1940-их година.

## Клупски успеси
Био је релативно успешан клуб - великим бројем квалитетних играча који су служили војни рок у Ратној морнарици брзо је у такмичењима доспео до 2. савезне лиге. Члан 2. савезне лиге постао је 17. августа 1947. У сезони 1947/48. заузео је 5. место, а у сезони 1948/49. друго место, са пет бодова заостатка иза тадашњег Торпеда из Сарајева, касније назван ФК Сарајево.
У свом деловању у првенствима 2. савезне лиге НК Морнар Сплит остварио је укупан учинак:
- Број одиграних утакмица: 38
- бр. победа: 20
- бр. нерешених: 5
- бр. пораза: 13
- гол-разлика: 84:38
- укупан број бодова: 45

## Морнар у званичним такмичењима
| Сезона   | Ранг такмичења | Пласман | Утакмица | Победа | Нерешено | Пораза | Постигли голова | Примили голова | Гол-разлика | Бодова | Куп          |
| 1946/47. | :              | :       | :        | :      | :        | :      | :               | :              | :           | :      | Четвртфинале |
| 1947/48. | Друга лига     | 5.      | 20       | 10     | 3        | 7      | 41              | 21             | 20          | 23     | 3. коло      |
| 1948/49. | Друга лига     | 2.      | 18       | 10     | 2        | 6      | 43              | 17             | 26          | 22     | 1/16 финала  |

## Познати бивши играчи
- Фрањо Глазер
- Фране Дупланчић